# Stadion an der Feuerbachstraße

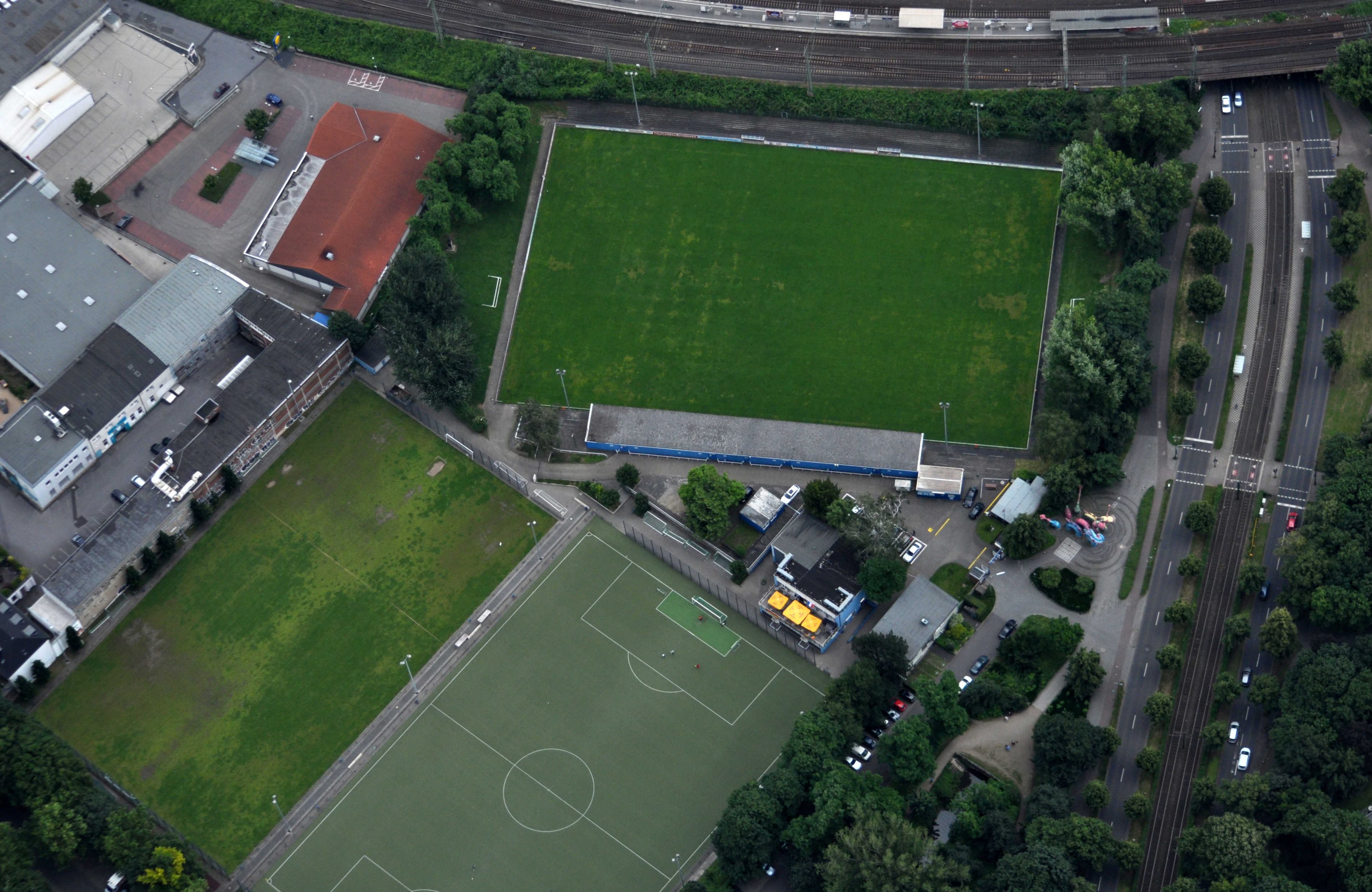
Luftaufnahme 2016, Blick nach Osten

Das Stadion an der Feuerbachstraße ist ein reines Fußballstadion im Stadtteil Bilk der nordrhein-westfälischen Landeshauptstadt Düsseldorf. Mit den umliegenden Sportanlagen bildet es einen wichtigen Bestandteil der Düsseldorfer Sportstättenlandschaft. Seit der Eröffnung kurz nach Ende des Zweiten Weltkrieges ist es die Heimspielstätte des Düsseldorfer Traditionsclubs TuRU Düsseldorf, der zurzeit in der Oberliga Niederrhein spielt. Außerdem nutzte der American-Football Verein Düsseldorf Panther das Stadion zeitweilig ebenfalls als Heimspielstätte. Erschlossen wird das Stadion über den benachbarten S-Bahnhof Düsseldorf Volksgarten sowie über die gleichnamige Straßenbahnhaltestelle.

## Geschichte
Der Standort geht zurück auf die ehemalige Heimspielstätte der TuRu, die vor dem Zweiten Weltkrieg in unmittelbarer Nähe über ein Fassungsvermögen von 16.000 Zuschauern verfügte.
Nach dem Krieg wurde das Stadion an seinem heutigen Standort erbaut. Es bot zu dem Zeitpunkt seiner Eröffnung 13.000 Zuschauern Platz. Davon waren 1.000 überdachte Sitz- und 12.000 unüberdachte Stehplätze. Nach einem Umbau in den 1980er Jahren ging die Zahl der Zuschauerplätze auf 8.000 zurück. Dazu wurde die Gegengerade auf ein Drittel der damaligen Höhe zurückgebaut, sodass 5.000 Plätze entfielen. Von den heute vorhandenen 8.000 Plätzen sind 1.200 überdachte Sitzplätze.
Daneben verfügt die gesamte Sportanlage über einen weiteren Kunstrasenplatz und einen Ascheplatz, der im Juni 2007 im Rahmen des Masterplan Sport in einen Naturrasenplatz umgewandelt wurde. Alle Plätze verfügen über Flutlicht, der Hauptplatz zusätzlich über eine elektronische Anzeigetafel und eine moderne Durchsageanlage mit 16 Lautsprechern.

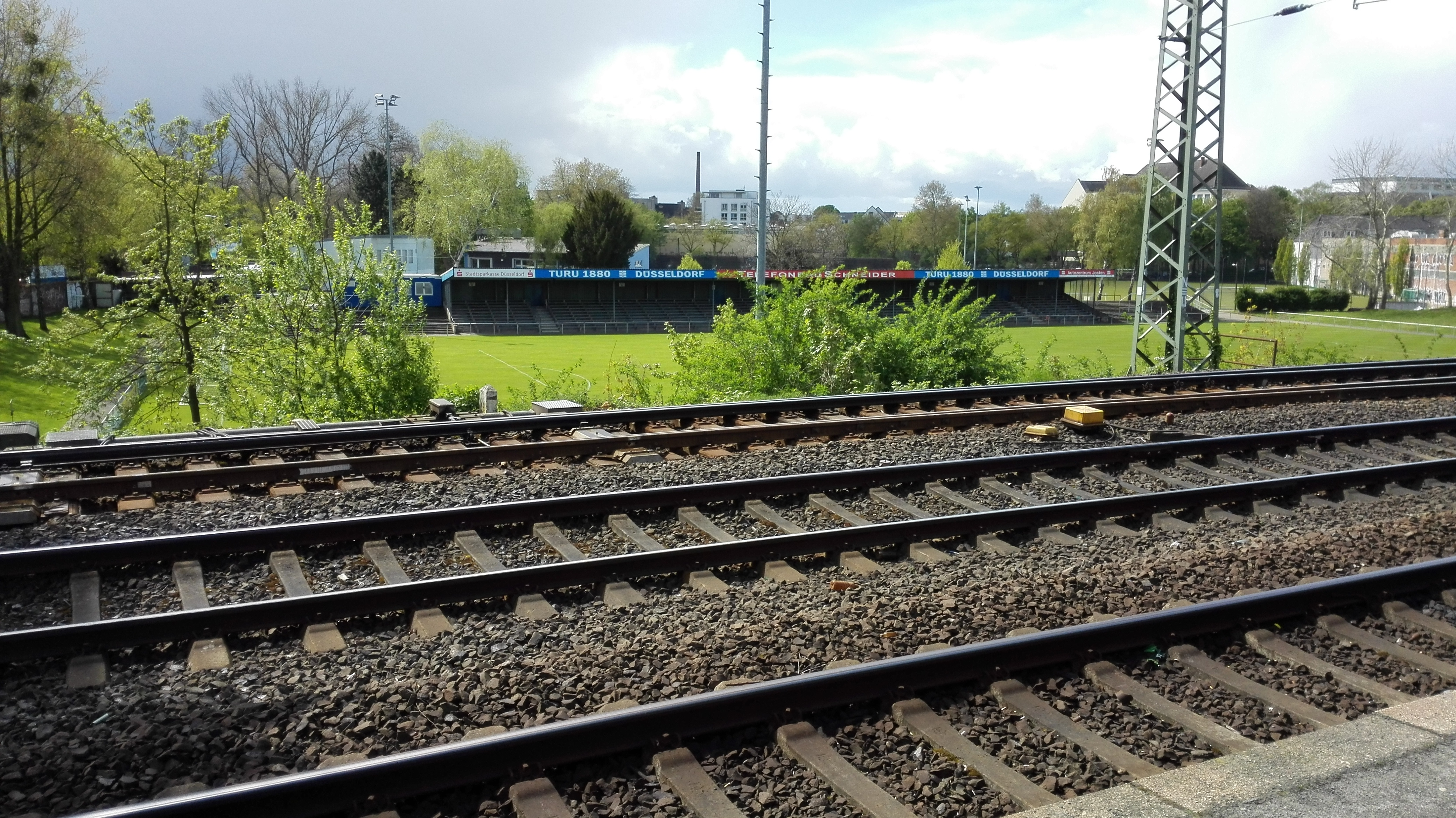
Stadion an der Feuerbachstraße von der S-Bahn-Station D-Volksgarten

## Veranstaltungen
Der Zuschauerrekord der jüngeren Zeit liegt bei 3.600 Zuschauern und stammt aus der Verbandsliga-Saison 2003/2004. Gegner waren damals die Amateure von Rot-Weiß Oberhausen. Durch einen 1:0-Sieg sicherte sich TuRu Düsseldorf den Aufstieg in die Fußball-Oberliga.
Die früher zu Pfingsten ausgetragenen Jugendturniere waren ein Treffpunkt der internationalen Jugendfußball-Elite. Die Zahl der Zuschauer war dementsprechend hoch und erreichte dabei die Marke von 10.000 Zuschauern an einem Turniertag.
1993 feierte die American-Football Mannschaft Düsseldorf Panther in diesem Stadion ihre Premiere im Eurobowl-Wettbewerb. Das Spiel gegen die London Olympians ging mit 29:32 verloren.
Daneben gab es weitere Gastauftritte der Panther, die viele ihrer Heimspiele in der Football-Bundesliga hier austrugen.
Zusätzlich war der Nebenplatz die Heimat des B-Kreisligisten NK Croatia 70 Düsseldorf, der sich jedoch zur Saison 2007/08 als dritte Mannschaft der TuRU Düsseldorf anschloss.

## Weitere Einrichtungen
Neben den weiteren Sportplätzen liegt in direkter Nähe eine Sporthalle, die von der Handballabteilung der TuRu für ihre Heimspiele genutzt wird. In einem Nebengebäude befindet sich außerdem die Geschäftsstelle des Westdeutschen Handballverbandes.